# Richard Fleischer
Richard O. Fleischer (Nueva York, 8 de diciembre de 1916-Woodland Hills, California, 25 de marzo de 2006) fue un director y productor de cine estadounidense. Dirigió numerosos filmes de éxito de taquilla. Una de sus características fue su versatilidad para tratar distintos géneros cinematográficos.

## Trayectoria
Fue hijo del animador Max Fleischer, creador de Betty Boop. Estudió interpretación en la Universidad de Yale después de abandonar una primera opción de convertirse en psicólogo. 
Su gran oportunidad llegó en 1942 cuando los estudios de la RKO lo escogieron para dirigir una serie de documentales y películas animadas mudas a las que llamó Flicker Flashbacks. 
En 1946, debutó como director de cine con Hija del Divorcio.
Poco después ganó un Óscar como productor de Design for Death, codirigido con Theodor Geisel, sobre la influencia cultural del Imperio japonés durante la Segunda Guerra Mundial, tema que retomará.
Después hizo, he hecho, Acusado a traición (1949), de intriga bélica (el protagonista sabe que va a ser juzgado militarmente por haber traicionado a sus compañeros en un campo de concentración japonés y busca pruebas de su inocencia).
Rodó Ven detrás de mí (1949), de persecución policial a un estrangulador en serie (otro tema que recreará en 1968 y 1971).
Enseguida, rodó el famoso Asalto al coche blindado (1950), film de acción trepidante de poco más de una hora en la que falla un atraco bien planeado, pero muere uno de los ladrones y un policía, lo que dará origen a una persecución implacable. En 1952, hace Testigo accidental, sobre la mafia y sus esfuerzos por evitar la comparecencia de un testigo en un juicio en Los Ángeles. 
En 1954, sería elegido por Walt Disney para dirigir la versión cinematográfica de 20.000 leguas de viaje submarino, que resultó ser uno de sus mayores éxitos en taquilla. 
Trabajó el cine de aventuras y épico en Los vikingos (1958), y el género policial y sicológico en Impulso criminal (Compulsion) (1959), con Orson Welles, y en la que dos jóvenes de clase alta cometen un asesinato presuntamente perfecto solo por realizar un crimen. 
En la década de 1960, dirigió Crack in the Mirror (1960); Barrabás (1962), basada en la novela histórica de Pär Lagerkvist; la película de ciencia ficción Viaje alucinante (1966), sobre un científico que crea una fórmula para reducir al ser humano a un tamaño microscópico, con sus secuelas aventurescas; el musical Dr. Dolittle (1967); la película de suspense El estrangulador de Boston (1968), basada en hechos reales (trece crímenes realizados por un fontanero de vida normal, entre 1962 y 1964), y otra de género épico Che! (1969).
En la década de 1970, realizó filmes de varios géneros: de guerra con Japón, Tora! Tora! Tora! (1970); de intriga, El estrangulador de Rillington Place (1971); de género policial, Los nuevos centuriones (1972); de ciencia ficción, Cuando el destino nos alcance (1973); de género policial, Mr. Majestyk (1974), y Mandingo (1975), donde reflejaba la realidad del Sur de los Estados Unidos a mediados del siglo XIX.
En la década de 1980, realizó Conan el Destructor (1984).
Dirigió a numerosos y afamados actores durante las décadas de 1950, 1960 y 1970, entre los cuales se cuentan Lloyd Bridges, Charles Boyer, Gig Young, James Mason, Peter Lorre, Victor Mature, Richard Egan, Ray Milland, Joan Collins, Robert Mitchum, Robert Wagner, Broderick Crawford, Kirk Douglas, Tony Curtis, Ernest Borgnine, Orson Welles, Dean Stockwell, Bradford Dillman, E. G. Marshall, Don Murray, Lee Remick, Stuart Whitman, Stephen Boyd, Juliette Gréco, Anthony Quinn, Silvana Mangano, Arthur Kennedy, Katy Jurado, Harry Andrews, Vittorio Gassman, Jack Palance, Donald Pleasence, Raquel Welch, Edmond O'Brien, Rex Harrison, Henry Fonda, Omar Sharif, Martin Balsam, Joseph Cotten, James Whitmore, John Hurt, Mia Farrow, Charlton Heston, Lee Marvin, Charles Bronson, Glenda Jackson, Oliver Reed, Peter Ustinov y Michael Caine, lo que lo señala como un director estrella. 
Escribió su autobiografía en 1993 con el título Just Tell Me When to Cry, donde describió las dificultades que tuvo con actores, guionistas y productores. Aunque de estilo anecdótico y humorístico, actores como Charlton Heston lo nombraron como uno de los libros de referencia para saber cómo funciona por dentro la industria del cine estadounidense.
Fue jefe de los Fleischer Studios, heredados de su padre, que poseen los derechos de Betty Boop y Koko the Clown. En junio de 2005, realizó todavía el documental Out of the Inkwell: Max Fleischer and the Animation Revolution, donde se comenta la labor de su padre.
Tuvo una enfermedad corta, y un año después, falleció el sábado 25 de marzo de 2006 en el hospital de Woodland Hills de California, a los 89 años de edad.

## Filmografía
- Hija del divorcio (1946) (Child of Divorce)
- Banjo (1947) (Banjo)
- Bodyguard (1948) (Bodyguard)
- Acusado a traición (1949) (The Clay Pigeon)
- Ven detrás de mí (1949) (Follow Me Quietly)
- Atrapado (1949) (Trapped)
- Asalto al coche blindado (1950) (Armored Car Robbery)
- The Narrow Margin (1952)
- Arena (1953) (Arena)
- 20.000 leguas de viaje submarino (1954) (20.000 Leagues Under the Sea)
- La muchacha del trapecio rojo (1955) (The Girl in the Red Velvet Swing)
- Sábado trágico (1955) (Violent Saturday)
- Los diablos del Pacífico (1956) (Between Heaven and Hell)
- Bandido (1956) (Bandido)
- Duelo en el barro (1958) (These Thousand Hills)
- Los vikingos (1958) (The Vikings)
- Impulso criminal (1959) (Compulsion)
- Una grieta en el espejo (1960) (Crack in the Mirror)
- Barrabás (1962) (Barabba)
- Viaje alucinante (1966) (Fantastic Voyage)
- Doctor Dolittle (1967) (El extravagante Doctor Dolittle)
- El estrangulador de Boston (1968) (The Boston Strangler)
- Che! (1969)
- Tora! Tora! Tora! (1970) (Tora! Tora! Tora!)
- Fuga sin fin (1971) (The Last Run)
- El estrangulador de Rillington Place (1971) (10 Rillington Place)
- Terror ciego (1971) (See No Evil)
- Los nuevos centuriones (1972) (The New Centurions)
- El don ha muerto (1973) (The Don Is Dead)
- Cuando el destino nos alcance (1973) (Soylent Green)
- Tres forajidos y un pistolero (1974) (The Spikes Gang)
- Mr. Majestyk (1974) (Mr. Majestyk)
- Mandingo (1975) (Mandingo)
- The Incredible Sarah (1976)
- El príncipe y el mendigo (1977) (The Prince and the Pauper)
- Ébano (1979) (Ashanti)
- The Jazz Singer (1980) (The Jazz Singer)
- Amityville 3-D: El pozo del infierno (1983) (Amityville 3-D)
- El hombre más duro (1983) (Tough Enough)
- Conan el Destructor (1985) (Conan the Destroyer)
- Red Sonja (1985) (Red Sonja)
- Call from Space (1989) (Call from Space)

## Obra
- Fleischer, Richard, Out of the Inkwell: Max Fleischer and the Animation Revolution, University Press of Kentucky, 2005.
- Fleischer, Richard, Just Tell Me When to Cry, Carroll and Graf, 1993.
- Abad, José, Richard Fleischer, Madrid, Ediciones Cátedra, 2023.